# کهنک (دلگان، شرق)
کهنک روستایی در دهستان دلگان بخش مرکزی شهرستان دلگان استان سیستان و بلوچستان ایران است.

## جمعیت
بر پایه سرشماری عمومی نفوس و مسکن در سال ۱۳۹۵ جمعیت این روستا ۴۹۹ نفر (۱۳۰خانوار) بوده‌است.